# Jonas Rapp
Jonas Rapp (Rockenhausen, 16 luglio 1994) è un ciclista su strada tedesco che corre per il team Hrinkow Advarics. Attivo in formazioni UCI dal 2014, in carriera ha vinto alcune gare a tappe del circuito UCI Europe Tour.

## Palmarès
- 2019 (Hrinkow Advarics Cycleang)

Classifica generale Tour of Szeklerland
- 2021 (Hrinkow Advarics Cycleang)

2ª tappa Giro della Regione Friuli Venezia Giulia (Casarsa della Delizia > Piancavallo)
Classifica generale Giro della Regione Friuli Venezia Giulia
- 2022 (Hrinkow Advarics Cycleang)

3ª tappa Tour of Malopolska (Jabłonka > Przehyba)
Classifica generale Tour of Malopolska

### Altri successi
- 2022 (Hrinkow Advarics Cycleang)

Classifica scalatori Tour of Malopolska
- 2023 (Team Hrinkow Advarics)

Classifica scalatori Giro di Croazia

## Piazzamenti

### Competizioni mondiali
- Campionati del mondo

Innsbruck 2018 - Cronosquadre: 18º

### Competizioni europee
- Campionati europei

Herning 2017 - In linea Elite: 124º
Trento 2021 - In linea Elite: ritirato